# Jeff Brown (Tennisspieler)
Jeff Brown (* 15. November 1966 in Dubuque, Iowa) ist ein ehemaliger US-amerikanischer Tennisspieler.

## Leben
Brown gewann 1984 den Doppeltitel des Junioren-Tennisturniers Orange Bowl und spielte während seines Studiums der Freien Künste zwischen 1985 und 1988 für die Louisiana State University. In seinem letzten Jahr wurde er in die Bestenauswahl All-American gewählt. Im selben Jahr erreichte er mit der Mannschaft das Finale der National Collegiate Athletic Association.
Zwischen 1990 und 1993 spielte der Doppel-Spezialist auf der ATP World Tour, sein erstes Jahr sollte dabei sein bestes bleiben. Zunächst gewann er im Juli an der Seite von Scott Melville das Doppelfinale des ATP-Challenger-Turniers von Aptos; zusammen errangen sie im August als Qualifikanten das ATP Turnier von New Haven gegen die favorisierten Finalgegner Goran Ivanišević und Petr Korda. Zuvor hatten sie auf dem Weg ins Finale bereits die Top-Doppelpaarungen Jim Grabb und Patrick McEnroe sowie Rick Leach und Jim Pugh geschlagen. Dies war gleichzeitig der einzige Turniersieg Browns auf der ATP World Tour. Gegen Ende des Jahres gewann er zusammen mit Anders Järryd das Challenger-Turnier von Bergen. Die erste Jahreshälfte 1991 war von Erstrunden-Niederlagen geprägt. Als Titelverteidiger trat er mit Scott Melville erneut in New Haven an, sie unterlagen jedoch im Finale gegen Petr Korda und Wally Masur. Der Rest des Jahres 1991 sowie auch das folgende Jahr verliefen jedoch enttäuschend, er stand zwar 1992 noch zwei Mal in einem Doppel-Halbfinale der ATP Challenger Tour, konnte aber an die Leistungen von 1990 nicht mehr anknüpfen. Seine letzte Profipartie spielte er im Dezember 1993 beim Challenger-Turnier in Naples. Seine höchste Notierung in der Tennis-Weltrangliste erreichte er 1991 mit Position 47 im Doppel; im Einzel wurde er 1990 auf Position 831 geführt.
Im Einzel konnte sich Brown nie für ein Grand-Slam-Turnier qualifizieren. In der Doppelkonkurrenz erreichte er jeweils das Achtelfinale der Australian Open, von Wimbledon und der US Open; in Wimbledon stand er zudem zwei Jahre in Folge im Achtelfinale der Mixed-Konkurrenz.

## Erfolge
| Legende                       |
| Grand Slam                    |
| Tennis Masters Cup            |
| ATP Masters Series            |
| ATP International Series Gold |
| ATP International Series (1)  |
| ATP Challenger Tour (2)       |

### Doppel

#### Turniersiege

##### ATP Tour
| Nr. | Datum           | Turnier   | Belag     | Partner        | Finalgegner                 | Ergebnis |
| --- | --------------- | --------- | --------- | -------------- | --------------------------- | -------- |
| 1.  | 13. August 1990 | New Haven | Hartplatz | Scott Melville | Goran Ivanišević Petr Korda | 7:5, 7:6 |

##### Challenger Tour
| Nr. | Datum            | Turnier | Belag     | Partner        | Finalgegner                 | Ergebnis      |
| --- | ---------------- | ------- | --------- | -------------- | --------------------------- | ------------- |
| 1.  | 23. Juli 1990    | Aptos   | Hartplatz | Scott Melville | Matt Anger Marius Barnard   | 6:7, 6:4, 6:4 |
| 2.  | 29. Oktober 1990 | Bergen  | Teppich   | Anders Järryd  | Charles Beckman Luke Jensen | 6:3, 7:6      |

#### Finalteilnahmen
| Nr. | Datum           | Turnier   | Belag     | Partner        | Finalgegner            | Ergebnis |
| --- | --------------- | --------- | --------- | -------------- | ---------------------- | -------- |
| 1.  | 12. August 1991 | New Haven | Hartplatz | Scott Melville | Petr Korda Wally Masur | 5:7, 3:6 |